# 鐵鏟無雙
《鐵鏟無雙 「鐵鏟波動砲！」(｀・ω・´)♂〓〓〓〓★(゜Д　゜;;;).:∴轟隆》是所著的日本輕小說。2018年2月起在成為小說家吧連載網路版。2019年1月起經MF文庫J發行文庫版，由擔綱插畫，至今共出版4卷。

## 書名
書名中的「(｀・ω・´)」是發射鐵鏟波動砲的人，「♂〓〓〓〓★」是鐵鏟波動砲本身，「(゜Д　゜;;;)」是被擊中的人，「.:∴」是受傷飛散的血。作者在第1卷的用語集(3)中提及本來希望書名能用有12行的文字藝術，被編輯以「書名沒有換行這個概念」為由駁回，不得已才使用一行的顏文字為書名。

## 劇情
亞蘭在礦山挖掘100年回到地上，救下被山賊襲擊的莉緹西亞公主，讓莉緹西亞對他一見鐘情。亞蘭在其1000年的挖掘生涯中學會了以鐵鏟發射波動砲、以鐵鏟挖掘空間作瞬間移動，以及其他應用鐵鏟的方法。

## 登場角色
亞蘭（アラン）
不知為何能用肉身發射波動砲，地上最強的礦夫。
對其超越了人類而達到神之領域的實力毫無自覺，自稱「只是個礦夫」。
莉緹西亞（リティシア）
為了某個理由而踏上旅途，高貴謙遜的公主。對前來拯救遭山賊襲擊自己的亞蘭一見鍾情。
卡裘雅（カチュア）
以聖騎士為目標的女騎士。賭上公主護衛之席挑戰亞蘭而落敗。承認亞蘭的實力並憧憬其壓倒性的強悍。
菲歐莉耶爾（フィオリエル）
傳說中的精靈族唯一倖存者。舉止謹慎且溫柔的少女，但是對於過大的胸部抱持著複雜的心情。
愛麗絲（アリス）
年幼的不死者之王。
尤莉亞（ユリア）
水之巫女。
莉茲菲爾特（リーズフェルト）
在冰之國的古代賢者。

## 出版書籍

### 輕小說
| 卷數 | KADOKAWA      | KADOKAWA               | 台灣角川      | 台灣角川              |
| 卷數 | 發售日期      | ISBN                   | 發售日期      | ISBN                  |
| ---- | ------------- | ---------------------- | ------------- | --------------------- |
| 1    | 2019年1月25日 | ISBN 978-4-04-065296-2 | 2020年3月9日  | ISBN 978-957-743638-2 |
| 2    | 2019年4月25日 | ISBN 978-4-04-065674-8 | 2020年10月7日 | ISBN 978-986-524041-7 |
| 3    | 2019年9月25日 | ISBN 978-4-04-064010-5 | 2021年8月25日 | ISBN 978-986-524731-7 |
| 4    | 2020年3月25日 | ISBN 978-4-04-064552-0 |               |                       |

### 漫畫
| 卷數 | KADOKAWA     | KADOKAWA               |
| 卷數 | 發售日期     | ISBN                   |
| ---- | ------------ | ---------------------- |
| 1    | 2020年4月9日 | ISBN 978-4-04-073614-3 |
| 2    | 2020年8月7日 | ISBN 978-4-04-073769-0 |
| 3    | 2021年2月9日 | ISBN 978-4-04-073975-5 |
| 4    | 2021年8月6日 | ISBN 978-4-04-074201-4 |
| 5    | 2022年2月9日 | ISBN 978-4-04-074425-4 |
| 6    | 2022年9月9日 | ISBN 978-4-04-074667-8 |

## 外部連結
- 小說連載網站 - 成為小說家吧（日語）
- 小說文庫版官方網站 - MF文庫J（日語）
- 漫畫官方網站（日語）